# Бланкетт, Дэвид
Дэвид Бланкетт, барон Бланкетт (англ. David Blunkett, Baron Blunkett; род. 6 июня 1947, Шеффилд, Англия) — британский политик, член Лейбористской партии, министр внутренних дел Великобритании с 2001 по 2004 год. Член Палаты лордов с 15 октября 2015 года.

## Биография
Бланкетт родился 6 июня 1947 года в больнице Джессопа, Шеффилд, Уэст-Райдинг Йоркшир, с неправильно развитыми зрительными нервами из-за редкого генетического заболевания.
Бланкетт получил образование в школах для слепых в Шеффилде и Шрусбери. Он учился в Королевском национальном колледже для слепых в Херефорде. Он получил место в Университете Шеффилда, где получил степень бакалавра с отличием в области политической теории и институтов. Одним из его лекторов был Бернард Крик. После окончания университета он занялся местной политикой, одновременно получив сертификат о последипломном образовании в образовательном колледже Хаддерсфилд Холли Бэнк (ныне часть Университета Хаддерсфилд).

## Карьера
В 1970 году, в возрасте 22 лет, Бланкетт стал самым молодым в истории членом совета в городском совете Шеффилда и в Великобритании.
Бланкетт работал в городском совете Шеффилда с 1970 по 1988 год и был лидером с 1980 по 1987 год.
Он завоевал поддержку внутри лейбористской партии во время своего пребывания на посту лидера совета в 1980-х годах и был избран в Национальный исполнительный комитет Лейбористской партии.
После безуспешной борьбы с Шеффилдом Халламом в феврале 1974 года на всеобщих выборах 1987 года он был избран членом парламента от Шеффилд Брайтсайд, получив значительное большинство голосов в безопасном месте от лейбористов. Он стал представителем партии в местном правительстве, присоединился к теневому кабинету в 1992 году в качестве теневого министра здравоохранения и стал теневым министром образования в 1994 году.
После убедительной победы лейбористов на всеобщих выборах 1997 года он стал государственным секретарем по вопросам образования и занятости, став таким образом первым слепым министром кабинета министров Великобритании.
В начале второго срока лейбористского правительства в 2001 году Бланкетт был повышен до министра внутренних дел, выполнив свои амбиции. Некоторые наблюдатели видели в нём соперника канцлера казначейства Гордона Брауна в смене Тони Блэра на посту премьер-министра.
Бланкетт почти сразу же столкнулся с терактами 11 сентября в Соединенных Штатах. Он ввёл новые антитеррористические меры, включая задержание без суда подозреваемых иностранных граждан, которые не могли быть экстрадированы или депортированы. Это вызвало закулисный бунт и вызвало сильную оппозицию в Палате лордов, и Бланкетт пошел на уступки в отношении подстрекательства к религиозной ненависти (позже продолженное его преемником) и ввести «положение о прекращении полномочий».
Будучи министром внутренних дел, он был готов противостоять судебной системе и полиции, выдвигая предложения о патрулировании гражданских сообществ и изменениях в оплате труда полицейских. В 2002 году более 7000 полицейских провели демонстрацию у здания парламента.
В 2004 году выяснилось, что Бланкетт поручил государственным служащим Министерства внутренних дел внимательно следить за выводами MigrationWatch UK и опровергать их, что вызывало споры, включая манипулирование сроками выпуска статистических данных, чтобы избежать критики со стороны группы давления.
Бланкетт ушёл с поста министра внутренних дел 15 декабря 2004 года на фоне обвинений в том, что он помог ускорить продление разрешения на работу для няни своего бывшего любовника.
После всеобщих выборов 2005 года Бланкетт был возвращен в кабинет министров на должность государственного секретаря по вопросам труда и пенсий, где столкнулся с нарастающим пенсионным кризисом.
Позже было установлено, что Бланкетт не нарушал министерский кодекс. 25 ноября 2005 года, после своей отставки, Гас О'Доннелл написал Бланкетту письмо, подтверждающее, что не было конфликта интересов, не было отказа заявить о владении Бланкеттом акциями или кратковременных деловых связях с компанией.
Бланкетт был назначен профессором практической политики в Университете Шеффилда в июне 2015 года. В 2017 году он получил почетную докторскую степень за заслуги перед правительством и образованием в Университете Хаддерсфилда.

## Личная жизнь
Бланкетт развёлся со своей женой, Рут Митчелл, в 1990 году. Прожили вместе 20 лет, в семье родились трое сыновей. 
В январе 2009 года Бланкетт объявил, что он помолвлен с Маргарет Уильямс, врачом из Шеффилда. Они поженились в том же году.